# Équipe des Tuvalu de rugby à sept
L’équipe des Tuvalu de rugby à sept participe au compétitions internationales de rugby à sept notamment les Jeux du Pacifique et le Championnat d'Océanie de rugby à sept.

## Histoire
La fédération des Tuvalu a été créée en 2007 en tant qu'organisme régisseur du rugby aux Tuvalu. Les Tuvalu constituent une nation émergente dans le rugby à sept, classée parmi les équipes de rang inférieur, mais aspirant à intégrer une catégorie supérieure grâce à leurs efforts de développement et leur engagement croissant dans ce sport,.

## Sélectionneur
| Année | Nom             | Meilleure performance     |
| ----- | --------------- | ------------------------- |
| 2019  | Elenoa Kunatuba | 10e des Jeux du Pacifique |

## Résultats

### Jeux du Pacifique
| Édition | Résultats         | J                 | V                 | D                 |
| ------- | ----------------- | ----------------- | ----------------- | ----------------- |
| 1999    | Non-participation | Non-participation | Non-participation | Non-participation |
| 2003    | Non-participation | Non-participation | Non-participation | Non-participation |
| 2007    | 10e               | 5                 | 0                 | 5                 |
| 2011    | 12e               | 5                 | 0                 | 5                 |
| 2015    | Non-participation | Non-participation | Non-participation | Non-participation |
| 2019    | 10e               | 5                 | 0                 | 5                 |
| 2023    | 9e                | 4                 | 2                 | 2                 |
| Total   | 4/7               | 19                | 2                 | 17                |

### Championnat d’Océanie
| Édition   | Résultats         | J                 | V                 | D                 |
| --------- | ----------------- | ----------------- | ----------------- | ----------------- |
| 2008-2012 | Non-participation | Non-participation | Non-participation | Non-participation |
| 2013      | 8e                | 6                 | 0                 | 6                 |
| 2014-2016 | Non-participation | Non-participation | Non-participation | Non-participation |
| 2017      | 13e               | 3                 | 0                 | 3                 |
| 2018      | 11e               | 5                 | 2                 | 3                 |
| 2019      | 11e               | 6                 | 2                 | 4                 |
| 2021      | Non-participation | Non-participation | Non-participation | Non-participation |
| 2022      | Non-participation | Non-participation | Non-participation | Non-participation |
| 2023      | 11e               | 5                 | 2                 | 3                 |
| 2024      | 4e                | 5                 | 2                 | 3                 |
| Total     | 6/16              | 30                | 8                 | 22                |